# 天主教格林納達的聖喬治教區
天主教格林納達的聖喬治教區（拉丁語：Dioecesis Sancti Georgii）是羅馬天主教在加勒比海島國格林納達一個教區，屬天主教卡斯特里總教區。教座位於首都聖喬治。
教區成立於1956年2月20日升為教區。
2010年有教友46,243人，佔轄區總人口45.4%。教區下轄二十個堂區，有卅三名司鐸。現任教區主教為味噌爵·瑪竇·達留斯。